# Lista de autores portugueses que entram em domínio público em 2023
Quando o direito autoral de uma obra expira, ela entra em domínio público.
Em Portugal, uma obra entra em domínio público 70 anos após a morte do autor.
Segue-se uma lista de autores Portugueses cujas obras entram em domínio público em 2023.
| Nome                              | Data de Nascimento | Data de Morte | Item no Wikidata                               |
| --------------------------------- | ------------------ | ------------- | ---------------------------------------------- |
| Amadeu Cerqueira de Vasconcelos   | 1879               | 1952          | Amadeu de Vasconcelos (Q113850921)             |
| Albertina Maria da Costa          | 1887               | 1952          | Albertina Maria da Costa (Q113849547)          |
| A. Nunes Aboim                    | 1-1-1914           | 1-1-1952      | A. Nunes Aboim (Q104092323)                    |
| Gonçalo Pereira Pimenta de Castro | 1-1-1868           | 1-1-1952      | Gonçalo Pereira Pimenta de Castro (Q1537438)   |
| Alberto de Almeida Teixeira       | 1-1-1870           | 1-1-1952      | Alberto de Almeida Teixeira (Q55687216)        |
| António Rafael Ferreira           | 1855               | 1952          | António Rafael Ferreira (Q115238998)           |
| Sebastião da Gama                 | 10-4-1924          | 7-2-1952      | Sebastião da Gama (Q1478198)                   |
| Feliciano Soares                  | 1886               | 1952          | Feliciano Soares (Q115484903)                  |
| Benjamin Jorge Calado             | 1875               | 1952          | Benjamin Jorge Calado (Q115380149)             |
| Manuel Luís Vieira                | 21-6-1885          | 23-8-1952     | Manuel Luís Vieira (Q10324337)                 |
| Manuel Fran Paxeco                | 9-3-1874           | 17-9-1952     | Manuel Fran Paxeco (Q10324137)                 |
| António Plácido de Abreu          | 1930               | 1952          | António Plácido de Abreu (Q115238655)          |
| Celestino David                   | 1880               | 1952          | Celestino David (Q115407307)                   |
| Agnelo Casimiro                   | 9-8-1879           | 20-11-1952    | Agnelo Casimiro (Q20047954)                    |
| Francisco José da Rocha Martins   | 1879               | 1952          | Francisco José da Rocha Martins (Q10284878)    |
| Gumersindo Sarmento da Costa Lobo | 1896               | 1952          | Gumersindo Sarmento da Costa Lobo (Q115498320) |
| António Augusto Correia de Aguiar | 1880               | 1952          | António Augusto Correia de Aguiar (Q115054867) |
| José Luís Teixeira Marinho        | 12-10-1880         | 1952          | José Luís Teixeira Marinho (Q115610856)        |
| Joaquim Augusto Prata Dias        | 7-10-1871          | 1952          | Joaquim Augusto Prata Dias (Q115521306)        |
| Maria Matos                       | 29-9-1886          | 19-9-1952     | Maria Matos (Q10326028)                        |
| Joaquim Bensaúde                  | 27-3-1859          | 7-1-1952      | Joaquim Bensaúde (Q3179719)                    |
| Camilo Rebocho                    | 1892               | 1952          | Camilo Rebocho (Q115380230)                    |
| Mafalda Mousinho de Albuquerque   | 1874               | 1952          | Mafalda Mouzinho de Albuquerque (Q115522498)   |
| Agostinho de Jesus e Sousa        | 7-3-1877           | 21-2-1952     | Agostinho de Jesus e Sousa (Q63213028)         |
| Carlos Abreu                      | 1868               | 1952          | Carlos Abreu (Q115407145)                      |
| António Sales Lougares            | 1902               | 1952          | António Sales Lougares (Q115243397)            |
| Emílio Martins Costa              | 21-2-1877          | 17-2-1952     | Emílio Martins Costa (Q10272623)               |
| José Maria de Queiroz Veloso      | 26-8-1860          | 31-10-1952    | José Maria de Queiroz Veloso (Q10310019)       |
| Ofélia Marques                    | 1-1-1902           | 1-1-1952      | Ofélia Marques (Q10340373)                     |
| Francisco Ramos Coelho de Sá      | 6-12-1865          | 20-1-1952     | Francisco Ramos Coelho de Sá (Q115486163)      |
| Norberto de Araújo                | 25-4-1889          | 24-11-1952    | Norberto de Araújo (Q10337344)                 |
| Alberto Aprá                      | 1871               | 1952          | Alberto Aprá (Q113849900)                      |
| Maria Eduarda Barjona de Freitas  | 1882               | 1952          | Maria Eduarda Barjona de Freitas (Q110940543)  |
| José Alves Mattoso                | 18-2-1860          | 1-2-1952      | José Alves Mattoso (Q13579872)                 |
| Aníbal Lúcio de Azevedo           | 1876               | 1952          | Aníbal Lúcio de Azevedo (Q113883906)           |
| Correia Pinto                     | 1873               | 1952          | Correia Pinto (Q115434455)                     |
| Miguel Barrias                    | 1904               | 1952          | Miguel Barrias (Q10329727)                     |
| Aníbal de Castro                  | 1880               | 1952          | Aníbal de Castro (Q113867107)                  |
| Teixeira de Pascoaes              | 2-11-1877          | 14-12-1952    | Teixeira de Pascoaes (Q1377326)                |
| Adriano Abílio de Sá              | 1860               | 1952          | Adriano Abílio de Sá (Q113848229)              |
| Eurico de Sampaio Satúrio Pires   | 1881               | 1952          | Eurico de Sampaio Satúrio Pires (Q115484839)   |
| Alberto Veloso de Araújo          | 1897               | 1952          | Alberto Veloso de Araújo (Q113850485)          |
| António Álvares Guedes Vaz        | 13-6-1871          | 1952          | António Álvares Guedes Vaz (Q115013456)        |
| Francisco Pereira de Sequeira     | 1893               | 1952          | Francisco Pereira de Sequeira (Q115485601)     |
| Adolfo Augusto Baptista Ramires   | 1-1-1868           | 1952          | Adolfo Augusto Baptista Ramires (Q113847222)   |